# سیلیکون (نشریه)
سیلیکون (انگلیسی: Silicon) نشریه‌ای علمی پیرامون شیمی است که توسط انتشارات اسپرینگر از سال ۲۰۰۹ تاکنون منتشر می‌شود. این نشریه بیشتر به موضوعات مرتبط با علوم و فناوری‌های مرتبط با سیلیسیوم می‌پردازد.